# Escuadrilla
Escuadrilla és una pel·lícula bèl·lica espanyola del 1941 dirigida per Antonio Fernández-Román, coautor del guió juntament amb José González de Ubieta i José Luis Sáenz de Heredia. Fou feta a partir d'un guió original que aplica el gènere d'aventures patriòtic directament importat del cinema estatunidenc a la causa del règim franquista sorgit en acabar la guerra civil espanyola.

## Sinopsi
Durant la guerra civil espanyola dos pilots del bàndol franquista donen mostres del seu alt grau de companyonia. Aquesta relació de companyonia es veu enterbolida per l'amor cap a una mateixa dona. Al mateix temps, Ana María, una noia espanyola, que ha estat educada a l'estranger i es mostra indiferent davant els ideals dels militars que s'han alçat en armes contra la República, acaba per unir-se a la seva causa.

## Repartiment
- Alfredo Mayo... 	Tinent Miguel
- Luchy Soto... 	Ana María
- José Nieto... 	Capità Pablo Campos
- Luis Arroyo 	... 	Alferes Lázaro
- Raúl Cancio... 	Tinent Guillermo
- Carlos Muñoz 	... 	Alferes Solín
- Rafael Pando 	... 	Tinent Santiago
- Gracia de Triana 	... 	Gitana
- Conchita Tapia 		... 	Merche
- Pablo Álvarez Rubio 	... 	Matías
- Manolo Morán 	... 	Director de la presó
- Julio Rey de las Heras ... 	Tinent Coronel

## Premis
Va rebre el cinquè premi als Premis del Sindicat Nacional de l'Espectacle de 1942.